# Kemtschug
Der Kemtschug (russisch Кемчуг; im Ober- bis Mittellauf auch Bolschoi Kemtschug, Großer Kemtschug, Большой Кемчуг) ist ein 441 km langer rechter Nebenfluss des Tschulym in der Region Krasnojarsk in Russland.

## Verlauf
Der Kemtschug entspringt gut 40 km südwestlich von Diwnogorsk in den äußersten nordwestlichen Ausläufern des Ostsajan, dort Kurbatowo-Syrskoje Belogorje genannt. Nach wenigen Dutzend Kilometern in nordwestlicher Richtung verlässt der Fluss das Gebirge und durchfließt dann den Ostteil der Tschulymebene in einem weiten, flachen, zumeist sumpfigen Tal und zunehmend mäandrierend in nördlicher Richtung. Nach der Einmündung des größten rechten Nebenflusses, des Kleinen Kemtschug, wendet er sich nach Nordwesten und mündet nach weiteren knapp 100 km Luftlinie (174 Flusskilometer) nahe Melezk etwa 100 km nördlich von Atschinsk in den Tschulym.
Das Einzugsgebiet des Flusses umfasst 10.300 km². Die bedeutendsten Nebenflüsse sind von rechts der Kleine Kemtschug (Länge: 288 km) sowie von links Nikischkina (109 km), Surasowka (122 km) und Kytat (100 km). Es gibt noch einen weiteren Nebenfluss namens Kleiner Kemtschug (27 km), der von links in den Oberlauf des Kemtschug mündet.
Der Abfluss 111 km oberhalb der Mündung beträgt im Jahresmittel 49,26 m³/s, bei einem maximalen monatlichen Mittel von 304 m³/s im Mai und einem minimalen monatlichen Mittel von 5,24 m³/s im März. Von Oktober/November bis April/Anfang Mai friert der Fluss zu.
Unmittelbar am Fluss gibt es wegen der zumeist sumpfigen Ufer nur wenige kleinere Ortschaften. Unweit der Quelle führt die Fernstraße M54 von Krasnojarsk über Abakan zur mongolischen Grenze vorbei. Der Oberlauf des Flusses kreuzt die Transsibirische Eisenbahn und folgt seinem rechten (östlichen) Ufer bei den Stationen Kossatschi bis Kemtschug (etwa Streckenkilometer 3995–4004 ab Moskau). Einige Kilometer nördlich quert den Fluss die Fernstraße R255 Nowosibirsk – Irkutsk. Den Mittellauf des Kemtschug überquert unweit der Siedlung städtischen Typs Rasswet die Bahnstrecke Atschinsk – Lessosibirsk.